# ولاية أرتوين
وِلَايَةُ أَرتوِين (بالتركية: آرتوین ولایت/Artvin ili) هي إحدى ولايات منطقة البحر الأسود بتركيا. عاصمتها مدينة أرتوين تبلغ مساحتها 7,493 كم2 ويبلغ عدد سكانها 191,934 نسمة كما يبلغ معدل الكثافة السكانية 25/كم2 تقع في أقصى شمال شرق تركيا على ساحل البحر الأسود.